# Lee Dixon
Lee Michael Dixon (* 17. března 1964 v Manchesteru) je bývalý anglický fotbalista, který strávil většinu své kariéry v londýnském Arsenalu, za který odehrál 458 ligových utkání. Za reprezentaci Anglie odehrál mezi roky 1990 až 1999 22 mezistátních utkání.

## Ocenění

### Klubové
Arsenal
- Premier League: 1988/89, 1990/91, 1997/98, 2001/02
- FA Cup: 1992/93, 1997/98, 2001/02
- Ligový pohár: 1992/93
- Pohár vítězů pohárů: 1993/94
- Community Shield: 1991, 1998, 1999